# Festuca gredensis
Festuca gredensis là một loài thực vật có hoa trong họ Hòa thảo. Loài này được Fuente & Ortúñez mô tả khoa học đầu tiên năm 2000 publ. 2001.